# Pterobryon julaceum
Pterobryon julaceum är en bladmossart som beskrevs av Brotherus 1894. Pterobryon julaceum ingår i släktet Pterobryon och familjen Pterobryaceae. Inga underarter finns listade i Catalogue of Life.